# Herr Peder och dvärgens dotter
Herr Peder och dvärgens dotter (klassifikation: SMB 27, TSB A 61) är en naturmytisk balladtyp som finns upptecknad i Sveriges Medeltida Ballader i en västgötsk variant från 1678 (efter Ingierd Gunnarsdotter); melodiuppteckning saknas.

## Handling
Herr Peder rider vilse och leds in i berget, där han emottags av en fager dvärgdotter. Herr Peder längtar dock hem till sin fästmö. Dvärgdottern uppmanar honom att gå och ta tillbaka sina gåvor och sedan återvända till berget. Herr Peder dödar dvärgdottern.

## Paralleller på andra språk
Balladtypen finns också på danska som Peder Gudmandsøn og dværgene (DgF 35). I den danska varianten lär dvärgdottern herr Peder trollrunor, som han sedan använder för att förtrolla henne, så att han kan fly hem till sin fästmö.